# خوزه مارتینز (بازیکن فوتبال، زاده ۱۹۴۲)
خوزه مارتینز (انگلیسی: José Martínez؛ زادهٔ ۲۲ سپتامبر ۱۹۴۲) بازیکن فوتبال اهل اسپانیا است.
از باشگاه‌هایی که در آن بازی کرده‌است می‌توان به باشگاه فوتبال رئال ساراگوسا اشاره کرد.